# Roland Leuschel
Roland Leuschel (né en 1937) est un financier et auteur allemand. 

## Vie
Leuschel a étudié la théorie économique à l'Université de Karlsruhe et l'économie politique à l'Université libre de Berlin. Il est un ancien stratège et directeur de la Banque Bruxelles Lambert (devenue ING Belgique), ayant identifié dès 1982 la hausse des cours de bourse en Europe et aux États-Unis. À l'été 1987, il a précisément prévu le krach boursier qui intervint en octobre, et est depuis considéré comme un "prophète de krach boursiers". 
Il prévoit également la chute de 40 % de la bourse de Tokyo, et son "krach salami" au début 1990, alors la plus grande capitalisation boursière du monde. En Europe et en Amérique cependant, le krach annoncé n'a pas eu lieu, même si Leuschel affirme que celui-ci court déjà depuis 1997/1998.
Leuschel bénéficie d'une image forte parmi les milieux boursiers, et reste un orateur apprécié pour ses opinions visionnaires.

## À propos de la crise économique de 2008
Désormais retraité en Algarve, il avait cependant prévu le krach boursier de 2008, en tous cas pour son timing et son ampleur. Et notamment à l'occasion d'une conférence tenue à Bruxelles en 2005 : 
« La lâcheté des banques centrales a permis une explosion de la masse monétaire sans commune mesure avec la croissance économique. Entre 1995 et 2004, la masse monétaire a augmenté de 130 %, alors que la croissance du PIB sur cette période n'a été que de 67 %. Aujourd'hui, la dette totale des ménages, des entreprises et de l'État américain représente presque 350 % du PIB... L'abandon de l'or par les banques centrales a permis aux États providence d'utiliser le système bancaire comme un moyen d'étendre le crédit de manière illimitée. Le système actuel touche à sa fin. »
— Le Soir, 10 décembre 2005
« Le krach n'est sans doute pas pour demain. Mais sans doute pour après-demain. Aux environs de 2008, quand les enfants du baby-boom partiront à la retraite et devront vendre leurs actions pour maintenir leur niveau de vie... Ce krach sera plus dur que les deux précédents (1929 et 2001). »
— Le Soir, 10 décembre 2005

## Œuvres
- "Das Greenspan Dossier" ("Le dossier Geenspan"), Roland Leuschel et Claus Vogt, FinanzBuch Verlag, München,  (ISBN 3-89879-184-X)
- "Die amerikanische Idee", Wachstum unsere Zukunft 1984
- "Jamais le dimanche, de préférence en octobre", Roularta Books, 1992 / Sonntags nie am liebsten im Oktober, Börsenmedien AG, 1990,  (ISBN 3-92266-901-8)
- "Alan et ses disciples", Roularta Books, 2005